# ينبوع الحياة (كتاب)
كتاب ينبوع الحياة في تفسير القرآن: ألفه  أبو عبد الله محمد بن عبد الله بن محمد ظَفَر المكي الصقلي، وكان كثير الأسفار  بسبب ما أصابه من بلاء، سكن بمدينة حماه، ومات بها سنة (565هـ)، وقيل غير ذلك. 
واسم كتابه في التفسير: ينبوع  الحياة في تفسير القرآن، وهو كتاب كبير في عدة مجلدات.
ومن مميزات تفسيره: نقل عنه  علماء متميزون في العلم، منهم الزركشي في البرهان  في علوم القرآن، وابن حجر العسقلاني في العجاب  في بيان الأسباب، وغيرهم.
ومن منهجه في التفسير:  تفسيره القرآن بالقرآن والسنة وأقوال الصحابة والتابعين، واعتماده كثيرا على  موطأ مالك بن أنس في الحديث والفقه. 
|}

## التعريف بـ(مؤلف الكتاب)
هو أبو عبد الله محمد بن عبد الله بن محمد ظَفَر المكي الصقلي، وقيل في اسمه وكنيته غير ذلك، وكان كثير الأسفار بسبب ما أصابه من بلاء، سكن بمدينة حماه، ومات بها سنة (565هـ)، وقيل غير ذلك.
شيوخه: أبو بكر بن العربي، أبو مروان الباجي، أبو الوليد الدباغ، وغيرهم.

## اسم كتابه في التفسير
ينبوع الحياة في تفسير القرآن، وهو كتاب كبير في عدة مجلدات، وهو كتاب مختصر بالنسبة إلى كتابه الآخر المطول في تفسير القرآن.

## أهمية الكتاب
للكتاب أهمية كبيرة، وذلك لأن مؤلفه متقن للعلوم المختلفة، وقد ألف في علوم النحو والصرف والبلاغة، وتنقل بين البلدان، فكان له أساتذة من بلدان مختلفة، وألف كتبا كثيرة في مختلف العلوم، حتى أصبح مشهورا بين الناس بالعلم والمعرفة.

## مميزات تفسيره
1 - نقل عنه علماء متميزون في العلم، منهم الزركشي في البرهان في علوم القرآن، وابن حجر العسقلاني في العجاب في بيان الأسباب، وغيرهم.
2 – جمع الكلام على القراءات في موطن واحد قبل الشروع في التفسير.
3 – يشتمل كتابه على التفسير بالمأثور.
4 – ينسب الأقوال إلى أصحابها.
5 - يحرص على الاستشهاد بالحديث الشريف، ويجعله معتمدا في اختيار القول المناسب.
6 – يهتم باللغة، فيذكر معانيها ومفرداتها.
7 – يذكر علوم القرآن في كتابه.
8 – يذكر آيات الأحكام، ويستنبط الأدلة منها.

## منهجه في تفسيره
لقد اعتمد المؤلف منهجا متميزا في تفسيره، وذلك لأنه تفسير موسوعي، وكان من أبرز معالم منهجه: - 
1 - في التفسير بالمأثور: يفسر القرآن بالقرآن، وبالسنة، وأقوال الصحابة والتابعين وقد يصرح بأسمائهم أو يقول (قال جماعة من المفسرين).
2 - في القراءات: يضع عنوانا في الموضع الذي فيه القراءات، فيقول مثلا: (ذكر القراءات) أو (القراءات) ثم يسردها مجتمعة منسوبة إلى رواتها، وقد يوجه القراءات أحيانا.
3 - في الأحاديث النبوية: يوردها بدون إسناد ويذكر الراوي من الصحابة للحديث غالبا، وينسب الحديث إلى المصدر الذي نقل الحديث من كتب علماء الحديث غالبا.
4 – منهجه في اللغة: يبين مفردات كل آية، ويستدل على المعنى من كلام الشعراء، ويذكر استعمال الكلمة وأصل اشتقاقها في اللغة.
5 – منهجه في آيات الأحكام: يهتم بمذهب مالك بن أنس ومحمد بن إدريس الشافعي في بيان آيات الأحكام، ويذكر أقوالهم صريحا، وقد لا يصرح بذلك فينسب إلى المدينة أو مكة، فيقول: قال المدني، قال المكي، أوقال الحرميان، ولم يشر إلى مذهب أبي حنيفة أو أحمد في الفقه إلا قليلا.
6 - تعرض لبعض علوم القرآن في كتابه، وتحدث عنها في مقدمة كتابه، واهتم بأول ما نزل من القرآن وآخر ما نزل فأشار إليه دون تفصيل، وذكر المكي والمدني في أول كل سورة، وأورد أسباب النزول بدون نسبة وتوسع في ذكرها ولم يميز فيها بين الصحيح وغير الصحيح، واهتم بالناسخ والمنسوخ من القرآن، وأشار إلى المسألة في مقدمته، ونقل عن الإسرائيليات من كتب اليهود والنصارى.
8 - وفي العقيدة الإسلامية: كان مهتما بالأدلة الشرعية العقلية، وأكثر منها في كتابه، وأثبت أسماء الله الحسنى، ولم ينف شيئا منها، وكان على مذهب الأشاعرة، كما بين أثر أسماء الله على سلوك الإنسان.
وغيرها من العلوم.